# Arvo Pärt
Arvo Pärt (Paide, 11 de Setembro de 1935) é um compositor erudito estoniano. Pärt trabalha com um estilo minimalista que emprega a técnica de tintinnabuli (do latim, 'pequenos sinos') e repetições hipnóticas.

## Trajetória
Em 1944, Arvo Pärt presencia a ocupação da Estônia pela União Soviética, ocupação que duraria 50 anos, deixando profundas impressões sobre ele.
Em 1954 ingressa na escola secundária de música de Tallinn, a capital do país. No ano seguinte, deve fazer seu serviço militar, durante o qual faz parte da banda, onde toca oboé e caixa.
Ingressa no conservatório de Tallinn em 1957, onde estuda com Heino Eller. Paralelamente, trabalha em uma emissora de rádio, como engenheiro de som, posto que deverá ocupar de 1958 a 1967. Em 1962, uma das suas composições escrita para coro infantil e orquestra, Nosso jardim (escrita em 1959), lhe rende o primeiro prêmio dos jovens compositores  da URSS. Em 1963, é diplomado pelo conservatório de Tallinn. Nessa época, compõe também para o cinema

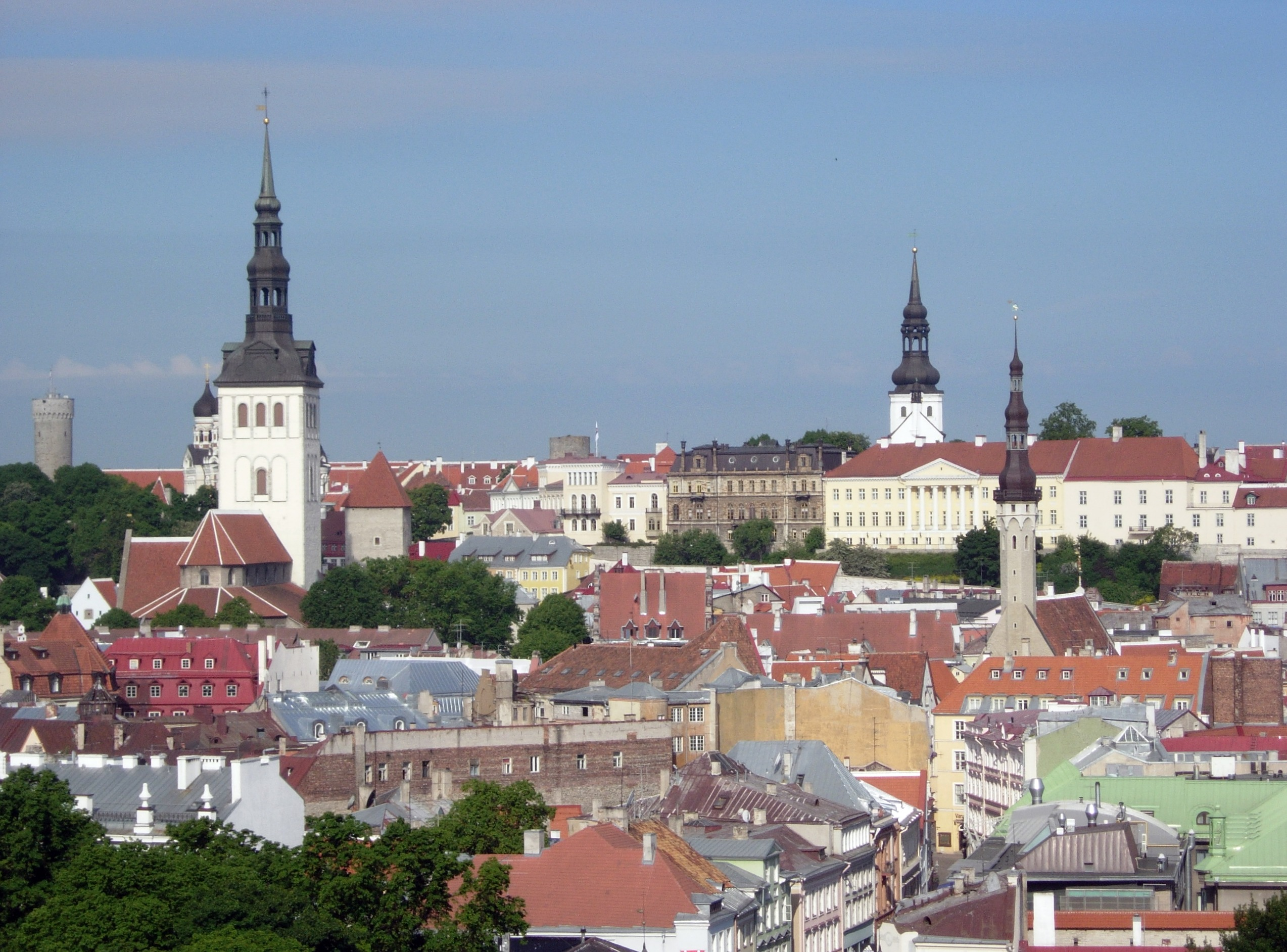
Tallinn, cidade onde Arvo Pärt fez seus estudos.

Ainda no início dos anos 1960, inicia-se na composição serial, com suas duas primeiras sinfonias. Isto vai provocar inimizades, dado que a música serial era considerada como um avatar da decadência burguesa ocidental. Também incorretas politicamente, no contexto soviético, eram as suas composições de inspiração religiosa e a técnica de colagem que adotou por algum tempo. Nessas circunstâncias, sua obra será severamente limitada.
No final da década de 1960, em meio a uma crise pessoal que  bloqueia a sua criatividade, Arvo Pärt renuncia ao serialismo e, mais amplamente, à composição. Durante vários anos, dedica-se ao estudo do cantochão gregoriano e dos compositores renascentistas franco-flamengos, como Josquin des Prés, Machaut, Obrecht e Ockeghem. Esses estudos e reflexões resultaram na elaboração de uma peça de transição, a Sinfonia n° 3 (1971). Em 1972 ele se converteu do Luteranismo ao Cristianismo Ortodoxo.

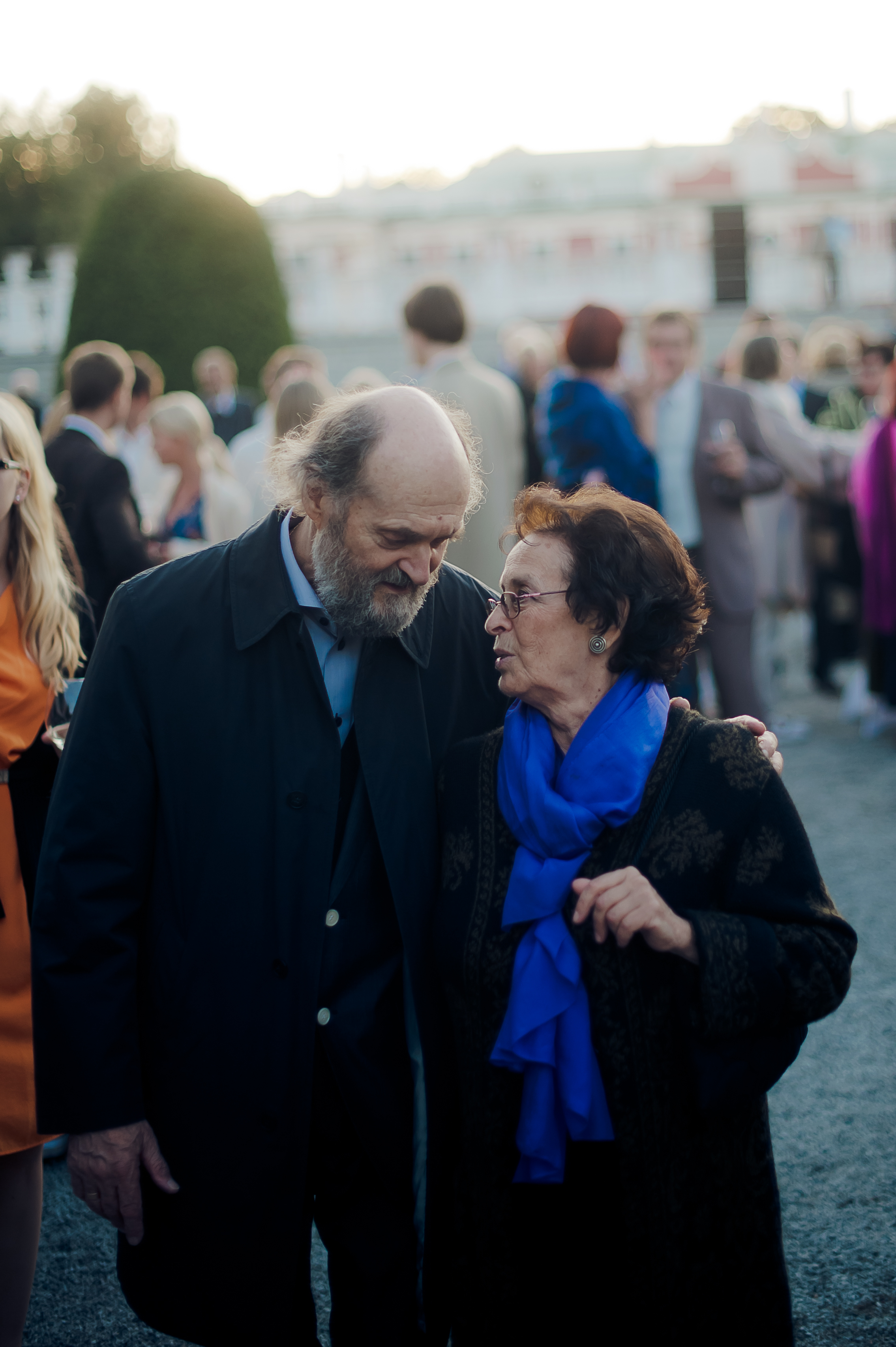
Arvo Pärt, Nora Pärt (2012)

Sua evolução estilística é particularmente notável em 1976, com a composição de uma peça para piano que se tornou célebre, Für Alina, que marca uma ruptura com as suas primeiras obras e  prepara o terreno para seu novo estilo, qualificado por ele mesmo de "estilo tintinnabulum" . O compositor explica: "Eu trabalho com bem poucos elementos - somente uma ou duas vozes. Construo a partir de um material primitivo - com o acorde perfeito, com uma tonalidade específica. As três notas de um acorde perfeito são como sinos. Por isso eu o chamei tintinnabulação". No ano seguinte, Pärt  escreverá, nesse novo estilo, três das suas peças mais importantes e reconhecidas: Fratres, Cantus in Memoriam Benjamin Britten e Tabula rasa.
Os problemas constantes com a censura soviética o levam a finalmente emigrar em 1980, com sua esposa e os dois filhos. Inicialmente vai para Viena, onde obtém a cidadania austríaca. No ano seguinte, parte para Berlim Ocidental e frequentemente passa temporadas perto de Colchester, Essex. Por volta dos anos 2000, volta à Estônia  e hoje vive em Talinn.
Seu sucesso no Ocidente e particularmente nos EUA teve por inconveniente a sua inclusão na categoria dos compositores "minimalistas místicos" ou "minimalistas sagrados", juntamente com Alan Hovhaness, Henryk Górecki, John Tavener, Pēteris Vasks e outros. Em 1996, ele se torna membro da American Academy of Arts and Letters.
Criador de uma música apurada, de inspiração profundamente religiosa, associada por alguns à música pós-moderna, Arvo Pärt atualmente aprofunda seu  estilo tintinnabulum. Suas obras foram executadas em todo o mundo e foram objeto de mais de 80 gravações, além de terem sido muito usadas em trilhas sonoras de filmes e em espetáculos de dança. É dele, por exemplo, a composição que Jean-Luc Godard utilizou no curta Dans le noir du temps, episódio do filme Ten Minutes Older: The Cello (2002). A obra foi também usada em inúmeras produções cinematográficas e televisivas. Sua obra Spiegel im Spiegel, de 1978, integrou em 2014 a trilha sonora do premiado filme brasileiro Hoje Eu Quero Voltar Sozinho. Em 10 de dezembro de 2011 foi indicado pelo Papa Bento XVI como membro do Pontifício Conselho para a Cultura, 

## Prêmios e homenagens
- 1996 – American Academy of Arts and Letters Department of Music
- 1996 – Honorary Doctor of Music, Universidade de Sydney[9]
- 1998 – Honorary Doctor of Arts, Universidade de Tartu[10]
- 2003 – Honorary Doctor of Music, Universidade de Durham[11]
- 2006 - Order of the National Coat of Arms 1st Class[24]
- 2008 – Léonie Sonning Music Prize
- 2008 – Austrian Cross of Honour for Science and Art, First Class[25]
- 2009 – Foreign Member, Serbian Academy of Sciences and Arts
- 2010 – Honorary Doctor of Music, University of St Andrews[26]
- 2011 – Chevalier (Knight) of Légion d'honneur[27]
- 2011 – Membership of the Pontifical Council for Culture[28]
- 2013 – Archon of the Ecumenical Patriarchate[29]
- 2014 – Recipient of the Praemium Imperiale award, Japan[30]
- 2014 – Honorary Doctor of Sacred Music, St. Vladimir's Orthodox Theological Seminary[31]
- 2016 – Honorary Doctor of Music, University of Oxford[12]